# Senkifalva
A Senkifalva a  magyar Hobo Blues Band blueszenekar huszadik nagylemeze.

## Számok
1. A ripacsok bevonulása – 4:00
2. Üvöltő vadállat – 4:19
3. Titkosügynök – 4:09
4. Meddig fúj az a szél – 3:50
5. Harangjáték – 5:20
6. Szabad a szó – 4:42
7. Szélcsend idején – 6:43
8. Túlélő trallalla – 9:52
9. Gyémánt a harmaton – 7:55
10. Az a fekete madár – 5:19
11. Himalája – 6:04
12. Szakadék szélén – 4:21
13. Senkifalva – 6:18
14. Végbeszéd – 0:24

## Közreműködők
- Gyenge Lajos – dob
- Földes László – ének
- Hárs Viktor – basszusgitár, nagybőgő, vokál
- Fehér Géza – gitár
- Nagy Szabolcs – billentyűs hangszerek